# 安哥拉日報
《安哥拉日報》是在安哥拉羅安達發行的一份日報，是該國發行時間最長和發行量最大的日報，佔2016年報業份額的53.6%。該報由出版商十一月出版社擁有和發行，自1975年以來一直由安哥拉國家控制。
《安哥拉日報》每天刊登有關國內外政治、經濟、體育、文化、社會和國家重建的新聞，日發行量約爲50,000份。報紙使用安哥拉通訊社、法新社、路透社、埃菲通讯社、拉丁美洲通讯社和葡萄牙新聞社作爲國際新聞的來源。十一月出版社的董事會主席是維克托·席爾瓦（Víctor Silva），他同時也是安哥拉日報的董事。
自安哥拉於1975年獨立後，到2018年，該報一直是該國唯一的日報。除了紙製報紙外，該報紙還有電子版。該報在全國所有十八個省設有編輯部。

## 歷史
該報紙最早由阿道夫·皮納（Adolfo Pina）於1923年8月16日創立，每週發行，實際上是安哥拉第一份專業的新聞期刊。最初報紙被命名爲“安哥拉省”（A Província de Angola），是安哥拉新聞傳播歷史上的一座里程碑。
該報最早在蒙德古排版公司（Tipografia Mondego）印刷，但在1924年6月5日後，轉而在安哥拉印刷公衆有限公司（葡萄牙語：Empresa Gráfica de Angola-SARL，簡稱：EGA，今十一月出版社）印刷。
安哥拉獨立後，1975年，安哥拉印刷公衆有限公司開始以《安哥拉日報》（Jornal de Angola）的名義出版。1976年，安哥拉印刷公衆有限公司被國有化，更名爲十一月出版社，繼續作爲《安哥拉日報》的編輯者。